# 盘扣

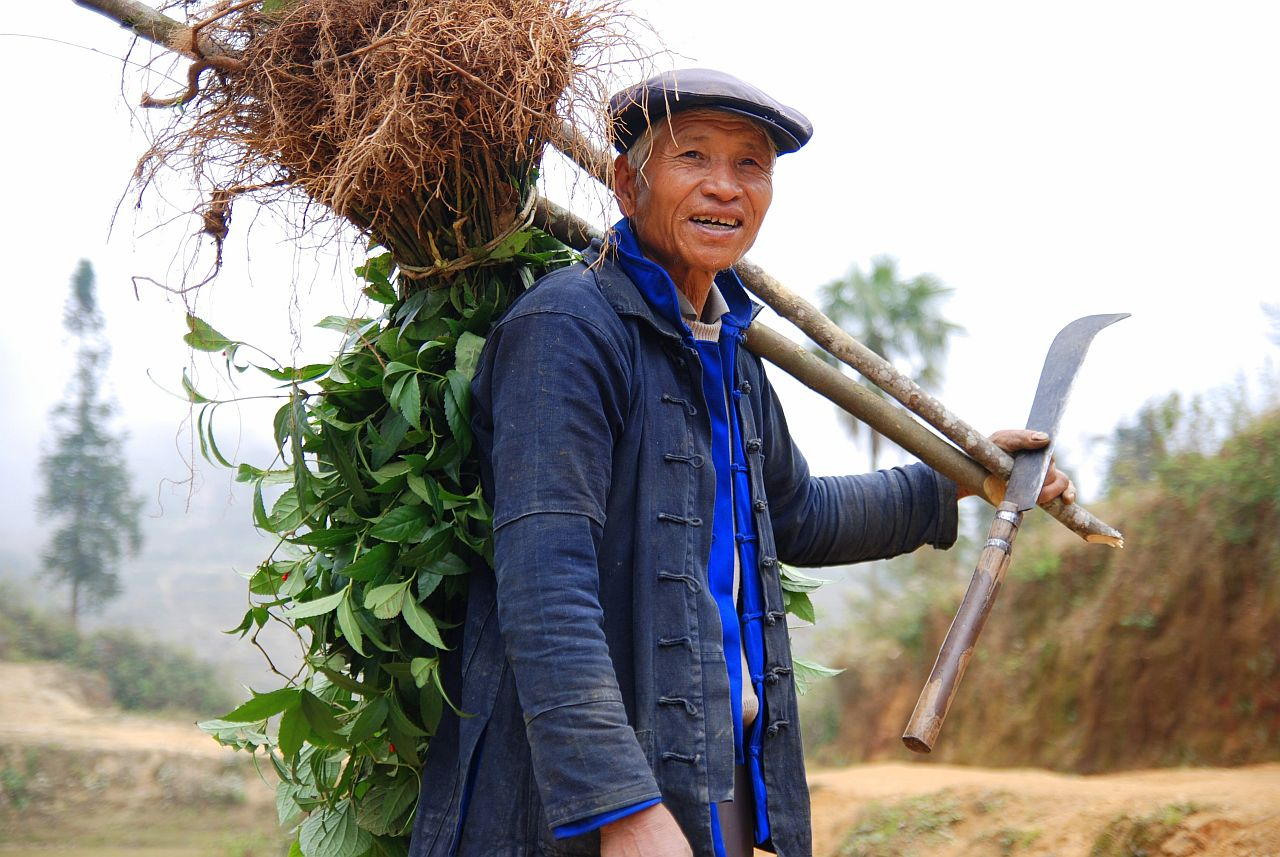
一位身穿直盘扣上衣的云南哈尼族农民

盘扣或称盘钮、紐襻扣、纽绊，是源於中國的一种纽扣，用来固定衣襟或作为装饰，以布製作，並有長紐襻。宋代服飾已有使用盤扣，江西德安的南宋墓中出土的印金罗襟折枝花纹罗衫（褙子）就以盤扣繫結，最初只用於女裝常服。传入满族后，在满族服饰中大量使用，廣泛用於各種服裝，成為滿族及部份其他民族服飾的代表性部件之一。

## 历史

### 中國
現時發現最早的盤扣實物是江西德安南宋周氏墓中一件女裝褙子，於胸下位置綴有一對一字形盤扣，自明朝万历年间开始，發展成1-2个金属制的领扣，常用於高领女装。1997年考古学家於武进市发现了明代王洛家族墓中出土的兩件女裝有使用直盤扣，該兩件服裝亦同時使用繫帶。清初以后實施易服令，绸布制的盘扣开始被廣泛使用於各種類型的服裝，才完全取代繫帶。马褂、旗袍和唐装上衣都用盘扣在正面固定衣襟。

### 朝鮮
朝鮮的韓服於朝鮮王朝中期以後受到明清服裝影響，開始使用盤扣，主要用於軍服和男子常服。

### 越南
越南的越服於後黎朝和阮朝開始使用盤扣。近代受清代服裝影響而出現的三婆襖和奧黛也使用盤扣。

### 琉球
琉球的琉裝於近古也受到明朝和清代服裝影響而使用盤扣，多見於士庶常服。

## 制作和分类

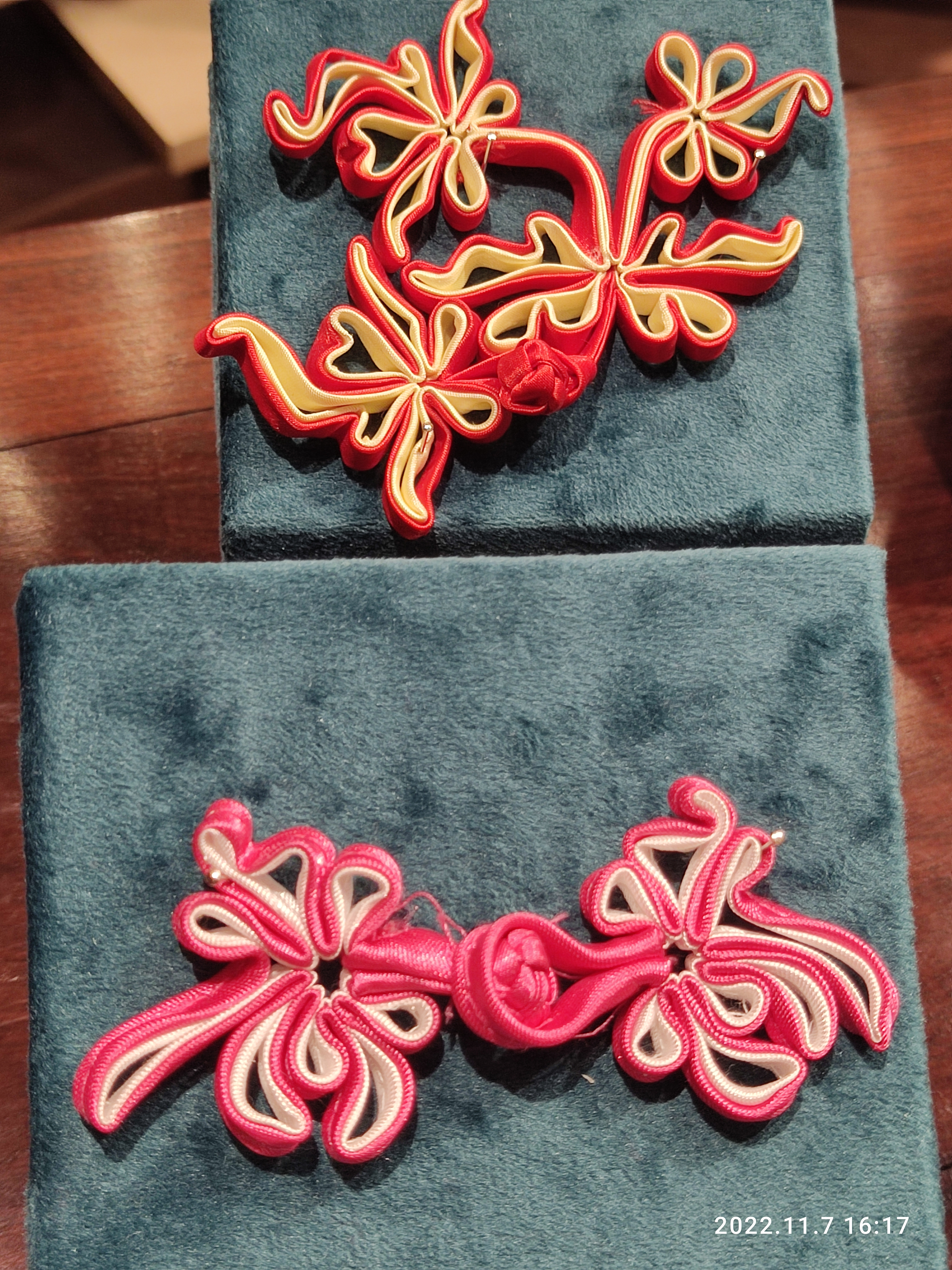
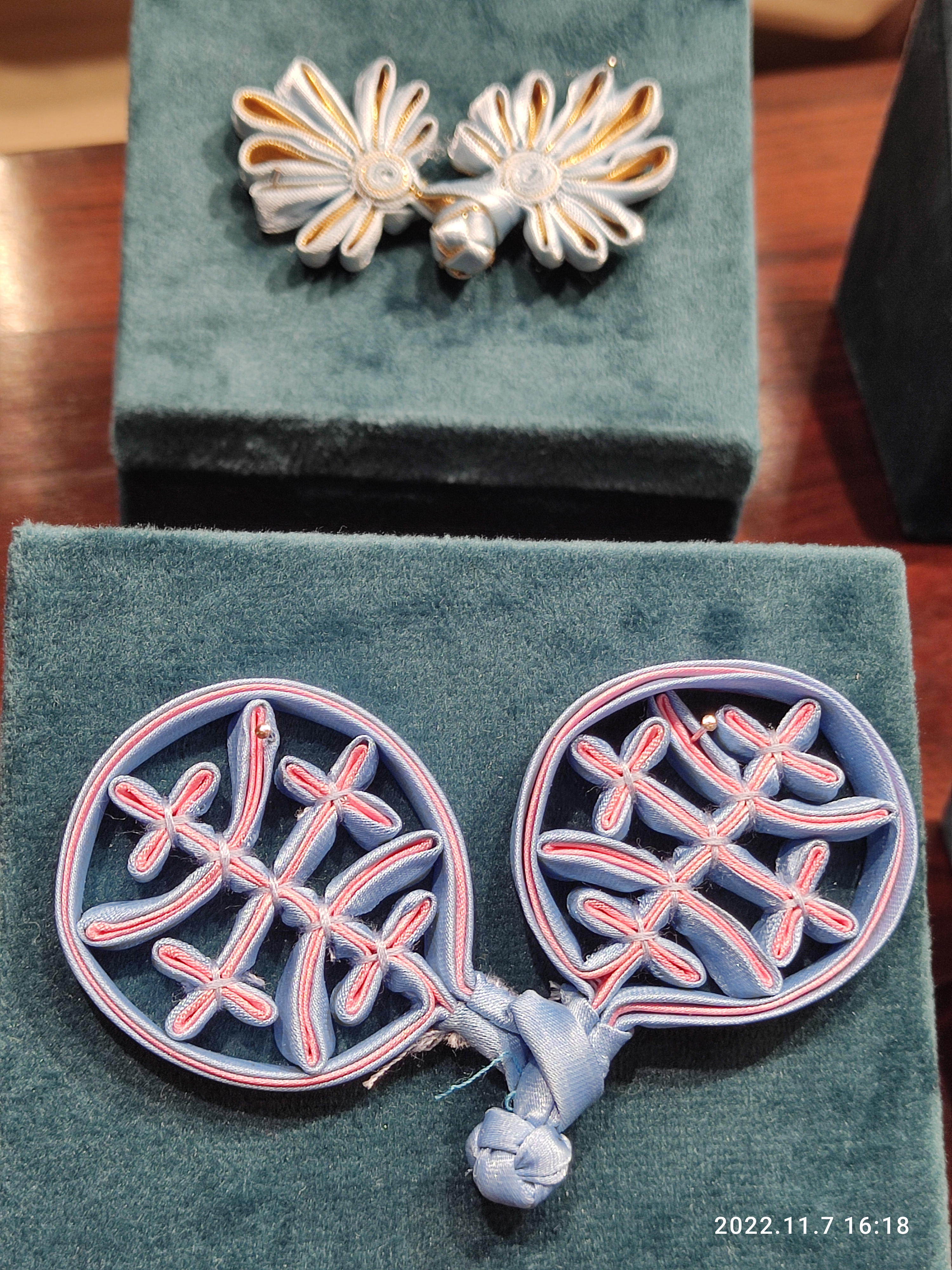
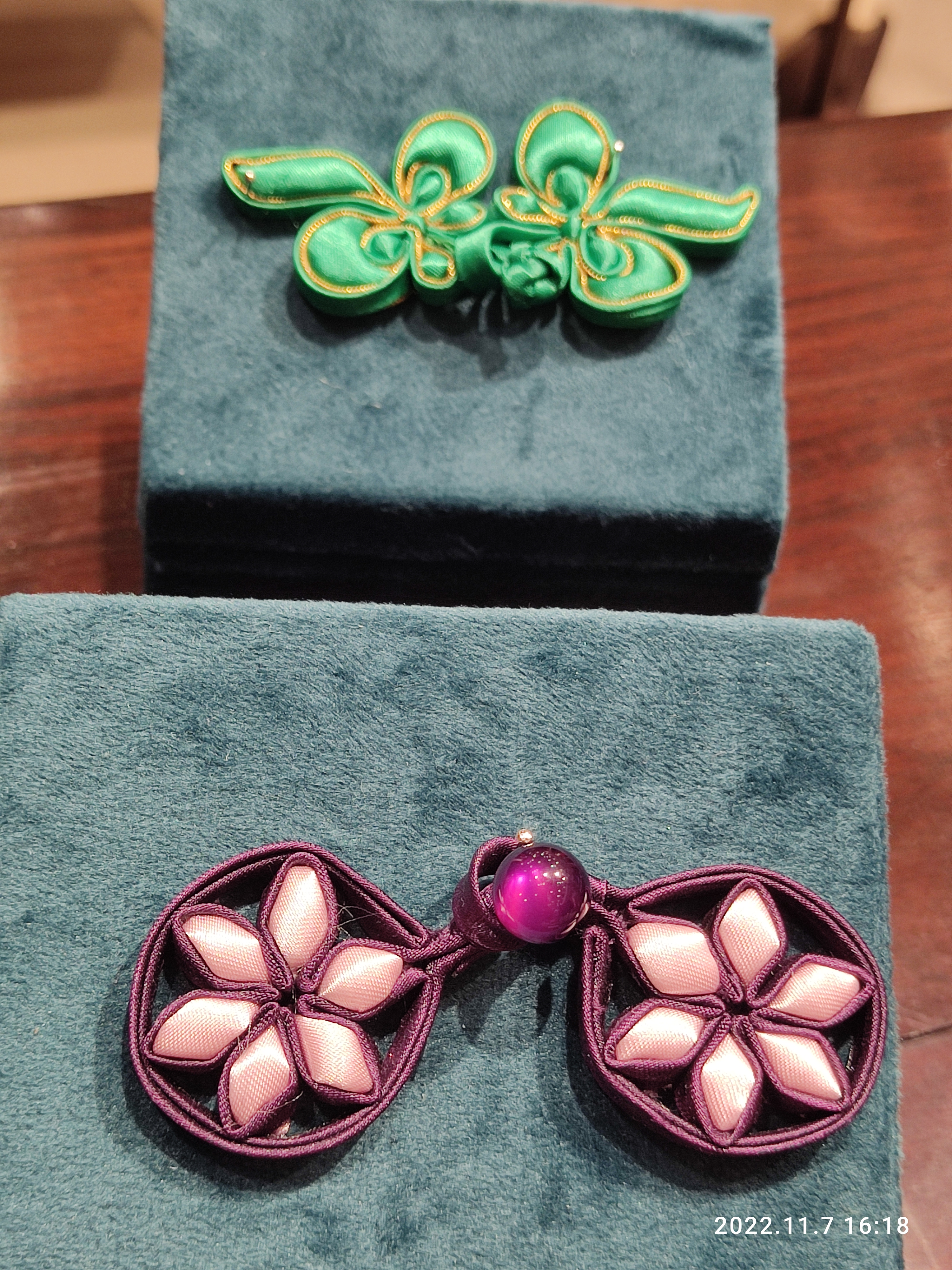

盘扣的扣子是用称为袢条的折叠缝纫的布料细条编织而成。这和现代用整块硬质材料打洞而成的纽扣不一样。如布料细薄可以内衬棉纱线。做装饰花扣的袢条一般则内衬金属丝，以便于定形。

### 直盘扣
直盤扣是最简单的盘扣，又稱一字扣、蜈蚣扣（因多對排成一列時像蜈蚣）。用一根袢条编结成球状的扣坨，另一根对折成扣带。扣坨和扣带缝在衣襟两侧并相对。

### 琵琶扣
由中國結中的琵琶結演變而成。

### 花扣
花扣是装饰性較強的扣子，於清末出現，流行於民國初年，多用於女裝唐裝如旗袍、鳳仙裝等，近年在韓服和越服中也有使用。根据内部是否为实心可分为实心花扣（中心部位被袢条充满）和空心花扣（中空或用其他布料包棉花嵌在里面）两类。